# Брандис, Дитрих
Дитрих Брандис (нем. Dietrich Brandis или нем. Ludwig Christian Georg Dietrich Brandis, 31 марта 1824 — 28 мая 1907) — немецкий ботаник, естествоиспытатель, лесовод, эколог и фитохимик. Сын выдающегося учёного-филолога и историка философии  Кристиана Августа Брандиса.

## Биография
Дитрих Брандис родился в городе Бонн 31 марта 1824 года.
Он изучал естественные науки и ботанику в Бонне, Копенгагене и Гёттингене. Дитрих Брандис получил учёную степень кандидата наук в Гёттингене. Он защитил докторскую диссертацию в Бонне в 1849 году на тему «Den Versuch einer Charakterisierung des reifen Pflanzensamens und seiner Teile in chemischer Beziehung». Брандис был преподавателем ботаники и фитохимии в Боннском университете до 1855 года. В 1862 году он был приглашён в качестве консультанта в Индийское центральное правительство в Калькутте. 1 апреля 1864 года Дитрих Брандис был назначен первым генеральным инспектором леса всех индийских государственных лесов. В 1875 году Брандис представил правительству проект нового закона о лесном хозяйстве, который был принят в 1878 году.
Дитрих Брандис умер в городе Бонн 28 мая 1907 года.

## Научная деятельность
Дитрих Брандис специализировался на семенных растениях.

## Научные работы
- The forest flora of North-West and Central India: a handbook of the indigenous trees and shrubs of those countries, 1874.
- Illustrations of the Forest Flora of North-West and Central India, 1874[4].
- Indian trees: an account of trees shrubs woody climbers bamboos & palms indigenous or commonly cultivated in the British Indian empire, 1906.